# Liste der portugiesischen Botschafter in Mauritius
Die Liste der portugiesischen Botschafter in Mauritius listet die Botschafter der Republik Portugal in Mauritius auf. Die beiden Staaten unterhalten seit 1976 direkte diplomatische Beziehungen.
Eine eigene Botschaft hat Portugal auf Mauritius bisher nicht eröffnet (Stand Juli 2019), das Land gehört zum Amtsbezirk des portugiesischen Botschafters in der mosambikanischen Hauptstadt Maputo, der dazu in der mauritischen Hauptstadt Port Louis doppelakkreditiert wird.

## Missionschefs
| Name                                              | Bild      | Akkreditierungsdatum | Anmerkungen                                                    |
| Mauritius                                         | Mauritius | Mauritius            | Mauritius                                                      |
| ------------------------------------------------- | --------- | -------------------- | -------------------------------------------------------------- |
| Francisco José Laço Treichler Knopfli             |           | Juni 1990            | erster Botschafter Portugals in Mauritius, mit Amtssitz Maputo |
| Manuel Lopes da Costa                             |           | 1991                 | Botschafter                                                    |
| Rui Gonçalo Chaves de Brito e Cunha               |           | 1995                 | Botschafter                                                    |
| António Taveira da Cunha Valente                  |           | 1999                 | Botschafter                                                    |
| António Luiz da Silva Sennfelt                    |           | 2002                 | Botschafter                                                    |
| José Joaquim Esteves dos Santos de Freitas Ferraz |           | 2005                 | Botschafter                                                    |
| Mário Godinho de Matos                            |           | 2008                 | Botschafter                                                    |
| José Augusto de Jesus Duarte                      |           | 2013                 | Botschafter                                                    |
| Maria Amélia Maio de Paiva                        |           | 14. September 2017   | Botschafterin                                                  |